# Merchants Refrigerating Company Warehouse
El Merchants Refrigerating Company Warehouse  es un edificio histórico ubicado en Nueva York, Nueva York. El Merchants Refrigerating Company Warehouse se encuentra inscrito  en el Registro Nacional de Lugares Históricos desde el 31 de mayo de 1985. 

## Ubicación
El Merchants Refrigerating Company Warehouse se encuentra dentro del condado de Nueva York en las coordenadas 40°44′38″N 74°00′28″O / 40.743889, -74.007778.